# Batalla de Palo Alto
La Batalla de Palo Alto fue el primer combate formal de la invasión estadounidense o Guerra de Intervención Estadounidense y tuvo lugar el 8 de mayo de 1846 entre el Ejército mexicano y el Ejército estadounidense a 8 kilómetros de la actual ciudad de Brownsville, Texas. Una fuerza de aproximadamente 2400 soldados mexicanos (una parte del Ejército del Norte) comandada por el general Mariano Arista, con las Brigadas de Infantería de los Generales Pedro Ampudia y Rómulo Díaz de la Vega, así como la Brigada de Caballería de Anastasio Torrejón enfrentaron a una fuerza de 2400 soldados invasores de los Estados Unidos.

## Inicios
La batalla ocurrió como consecuencia de los esfuerzos mexicanos para acabar con una instalación del ejército estadounidense en territorio mexicano, la Fortaleza o Fuerte Texas, que dio lugar al llamado Sitio de la Fortaleza Texas, en que los mexicanos observaron como los estadounidenses ya tenían construido en territorio mexicano, hasta un fuerte. El general Zachary Taylor, recibiendo provisiones del Puerto Isabel, enterado de los combates en Brownsville, acudió en ayuda de los defensores del fuerte. Los mexicanos ya habían comenzado a tirotear la Fortaleza Texas con los fuegos de la plaza de Matamoros. Taylor juntó sus tropas y se movilizó en auxilio de los defensores de la fortaleza, pero fue interceptado por una columna mexicana comandada por el general Mariano Arista que ya sabía las intenciones del general estadounidense. Otra fuerza mexicana de 1540 hombres, incluyendo 14 cañones de la plaza de Matamoros y los Batallones de Activos de México, Puebla y Morelia, el Regimiento Auxiliar de las Villas del Norte y la Guardia Nacional de Matamoros, bajo el mando del General Francisco Mejía, quedó asediando la Fortaleza Texas, y capturó sus trincheras externas tras un ataque el 5 de mayo.

## Batalla

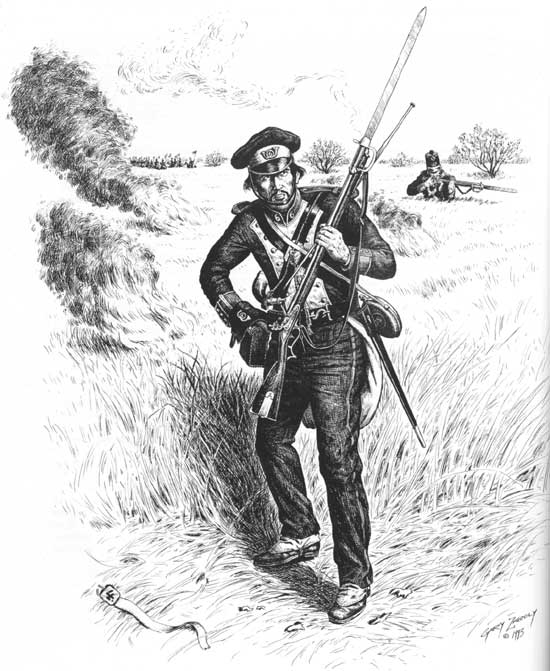
Un Cazador en acción en Palo Alto

El ejército del general Mariano Arista fue desplegado a lo ancho de una milla en un terreno desfavorable, lo que hizo imposible realizar movimientos tácticos e implicó el riesgo de recibir cargas de bayoneta estadounidenses sobre sus posiciones. Taylor, en un movimiento improbable, avanzó su artillería para atacar al enemigo. Antes de empeñar su infantería, los invasores usaron una nueva táctica que resultó inesperada para los combatientes mexicanos, pues utilizaron su artillería ligera (Flying Artillery) para atacar rápidamente las posiciones mexicanas y además la artillería pesada para destruir las formaciones lejanas; todas estas acciones dirigidas por el Comandante Samuel Ringgold. La artillería mexicana, pesada, anticuada y lenta, era difícil de maniobrar en las colinas de Palo Alto. Mariano Arista entonces ordenó cargas de caballería sobre el flanco de los artilleros y así neutralizar las armas estadounidenses, que eran mucho más modernas que las mexicanas; esta acción si ayudó mucho para contrarrestar la diferencia de armamento entre los ejércitos y causó la muerte de Samuel Ringgold entre otros jefes, pero no fue suficiente para obtener una victoria.

## Consecuencias
Después del primer día Taylor encontró que, a pesar del resultado dudoso del combate, los mexicanos se habían retirado del campo de batalla y se habían movido hacia un paraje cercano, la Resaca de Guerrero o de la Palma. Los mexicanos sufrieron muchas más víctimas comparadas con las de los estadounidenses por varios motivos, entre otros: la impericia de Arista en su despliegue; el ejército mexicano tenía menos pólvora que los invasores, acortando la gama de sus obuses y el alcance de sus mosquetes y que la pólvora mexicana era de mala calidad y tenía una tendencia de explotar antes de tiempo. Es así que estos factores contribuyeron a que murieran muchos mexicanos al momento de tratar de cargar sus cartuchos y otros no lo hicieran; además, el armamento mexicano tenía una antigüedad tecnológica de casi 100 años y no era posible sustituirlo a causa del bloqueo naval estadounidense, lo que se haría evidente a lo largo de la guerra.